# Останкінська телевежа
Останкінська телевежа (рос. Останкинская телебашня) — телекомунікаційна вежа в Москві, Росія. Висота вежі становить 540 м. Будівництво було розпочато в 1963 і завершено в 1967 році. Була найвищою спорудою у світі до 1976 року, коли було завершено будівництво CN Tower в канадському Торонто.
До пожежі 27 серпня 2000 року в телевежі діяв 3-поверховий обертовий ресторан та обсерваторія.

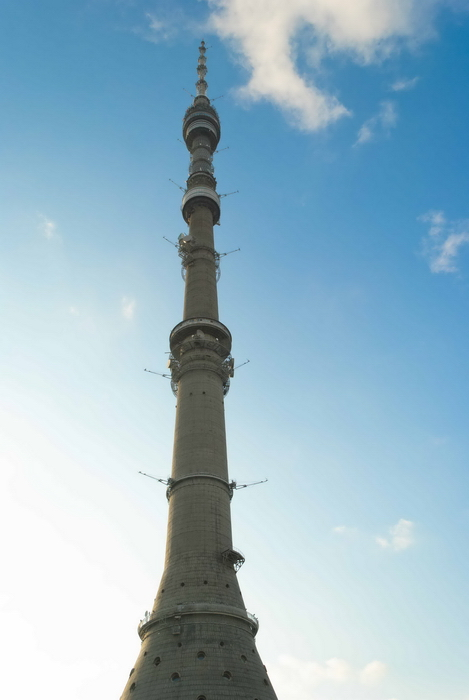